# Muhammad Abd Rabbuh Ali
Muhammad Abd Rabbuh Ali Ahmad (arab. محمد عبدربه على أحمد; ur. 13 czerwca 2003) – egipski zapaśnik walczący w stylu klasycznym. Wygrał mistrzostwa arabskie w 2021 roku.